# کچکبل علیا

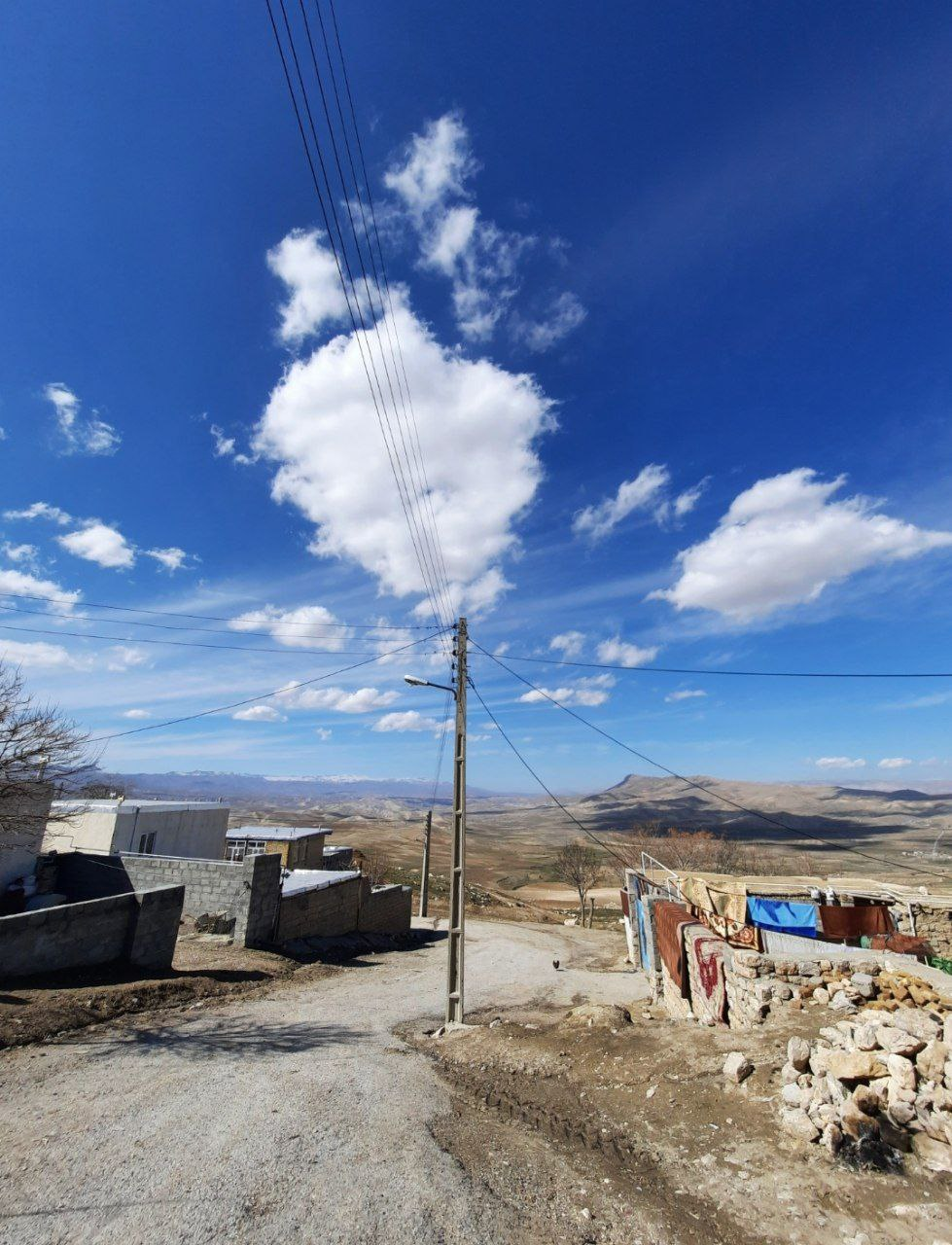
روستا کچکبل علیا

H-H کچکبل علیا روستایی است از توابع بخش گهواره و در شهرستان دالاهو استان کرمانشاه ایران.  در دامنه كوه قلعه قاضی از سلسله کوههای زاگرس و ما بین راه کوزران به گهواره (حدودا 12 كيلو متري ) از ایل گوران ومابين روستاهاي توكان كنده رشيد  از توابع شهرستان دالاهو در استان کرمانشاه قرار دارد 

## جمعیت
این روستا در دهستان گورانی قرار داشته و بر اساس سرشماری سال ۱۳۸۵ جمعیت آن (۴۲خانوار) ۱۹۴نفر
بوده است.

## منابع

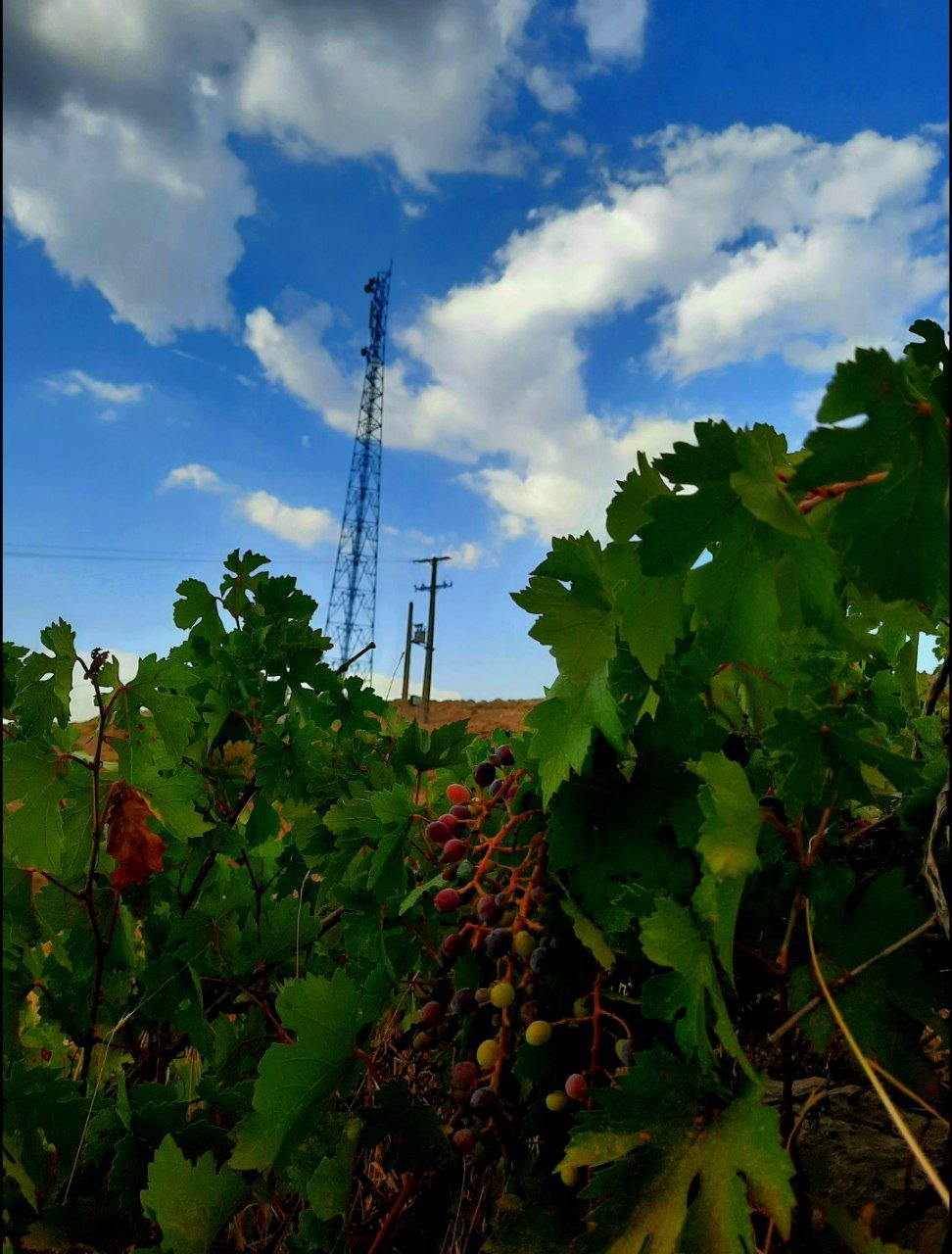
روستای کچکبل علیا